# 三上洋
三上 洋（みかみ よう、1965年 - ）は、日本のITジャーナリスト、ライター、文教大学情報学部非常勤講師。専門分野はセキュリティーと携帯電話料金。

## 来歴
東京都世田谷区出身、東京都立戸山高等学校、東洋大学社会学部卒業。日経映像を経て、フリーライターとなる。「ラジオの製作」「ラジオライフ」などの無線（主に市民ラジオ）関連のほか、「SPA!」「iモードスタイル」などでインターネット関連の活用記事を書いていた。ネット事件、セキュリティ、スマートフォン、携帯電話料金などを専門ジャンルとしている。インターネットの動画生放送・Ustreamで番組「UstToday」の制作配信、Ustream・ニコニコ生放送・TwitCastingなどのライブ配信請負、企業活用の支援やプロデュースなども手掛ける。

### 健康問題
2025年1月20日、がん闘病について公表。前年11月29日に受けた人間ドックで右腎臓と右肺に腫瘍が見つかり、12月27日に手術を受け、右腎臓を腫瘍ごと切除したことや、肺については、検査によって「肺腺がん」であることがわかり、ステージ3Bと診断を受けたことなどを明らかにした。

## 主張・活動
- パスワードを定期的に変更するかどうかの問題について「非常に意味のないやり方」と断言している[4] 。
- 2006年に起きた堀江メール問題について、メールヘッダーの検証から堀江貴文からのメールではないと分析。「真相報道 バンキシャ!」などで大きく取り上げられた[5]。
- YOMIURI ONLINE上で「サイバー護身術」という一般向けセキュリティ記事を執筆。人によるセキュリティ対策は限界があると述べている[6]。企業のセキュリティ対策の甘さへの批判も多い[7]。
- スマートフォンの料金について「携帯電話会社のLTEプランは割高。事実上の値上げだ」として批判している[8]。
- 近年は自身のYoutubeチャンネル「三上洋」で、艦これの顔出し実況配信をしている。

## 著書
- 『もっと知りたいユーザーのためのMicrosoft Windows95活用ガイド』（電波新聞社、1996年）ISBN 9784885544545
- 『IT時代の震災と核被害』（インプレス選書、共著、2011年）ISBN 9784844331148
- 『ライセンスフリー無線マニュアル＋CB＝市民無線マニュアル』（電波新聞社、共著、2020年）ASIN B08PJN743N
- 皆川隆行著「CB無線マニュアル」（1979年）の復刻・改訂版
- 深掘り！ IT時事ニュース ──読み方・基本が面白いほどよくわかる本 (技術評論社、2024年) ISBN 4297143313

## 連載
- YOMIURI ONLINE サイバー護身術（読売新聞）[6]
- 時事セキュリティが5分でわかる（アスキー）[7]
- 三上洋の「ケータイ料金クリニック」（日経トレンディ）[9]

## 監修
- アバランチ (テレビドラマ) - メディアリテラシー監修（フジテレビ）

## 出演

### テレビ
- 中居正広のミになる図書館（2014年10月、テレビ朝日）
- ひるおび!（2014年9月、不定期 TBSテレビ）
- 情報プレゼンター とくダネ!（2014年8月、フジテレビ）
- 情報ライブ ミヤネ屋（2014年6月、読売テレビ）
- バイキング（2016年11月 - 、フジテレビ）準レギュラー

### ラジオ
- 荻上チキ・Session-22（2013年 - 、TBSラジオ、ゲスト）
- 私も一言!夕方ニュース（2013年6月、NHKラジオ、ゲスト）
- 山崎怜奈の誰かに話したかったこと。（2021年2月15日 - 2月18日 、TOKYO FM、ゲスト）

### ウェブテレビ
- AbemaPrime（2016年 - 、AbemaTV）アベプラのIT番長として不定期出演
- AbemaTV×Twitter特番！平成から令和へ 25時間テレビ（2019年4月30日 - 5月1日）
- UstToday(2010年5月10日-) 毎週月曜夜9時くらいから配信されているメディア情報番組。